# Aigrette (sieraad)
Een aigrette (Frans voor 'zilverreiger') is een uitwaaierend sieraad dat op tulband, hoed of pruik gedragen wordt. Er zijn in de mode ook aigrettes, meest in de vorm van een bos witte veren of pluimen, maar ook zijn er versies die van edelmetalen, edelstenen en/of parels zijn gemaakt. De versie waarin edelmetalen en diverse kostbare stenen worden gecombineerd wordt hier besproken. 

## Oorsprong
In vroeg juwelierswerk in de 12e eeuw hadden Indiase tulbanden reeds als versiering een pluimvormig ornament bestaande uit juwelen, waarin een edelmetalen juweel de houder was voor veren die erin konden worden geplaatst. 
In het midden van de 17e eeuw had deze sieraadstijl met juwelen ook Europa bereikt, en werden niet enkel de houders als sieraad gemaakt, maar ook de veren zelf, als een gestileerde versie van echte veren. Deze aigrette kon dan gedragen worden op een hoed of in een pruik. Aanvankelijk bevatte de aigrette diamanten en parels, maar al tegen het eind van de 17e eeuw werden ook andere edelstenen en gekleurde halfedelstenen gebruikt.
Tegen het eind van de 17e eeuw verdween de sieraadstijl, maar eind 19e eeuw keerde zij terug met de opkomst van de Rococo, waarin torenhoge pruiken en haardrachten met haarbanden weer aan populariteit wonnen. Andere motieven verschenen, zoals bloemmotieven en vogels, en nog later meer geometrische vormen en bijvoorbeeld gestileerde vallende sterren.
Aigrettes hadden vaak een soort frame van stugge onbuigzame draden of juist een constructie van licht buigzaam draad dat kon meeveren met de bewegingen van het hoofd. Ook konden ze soms met een klem of clip aan de pruik of hoed worden bevestigd.

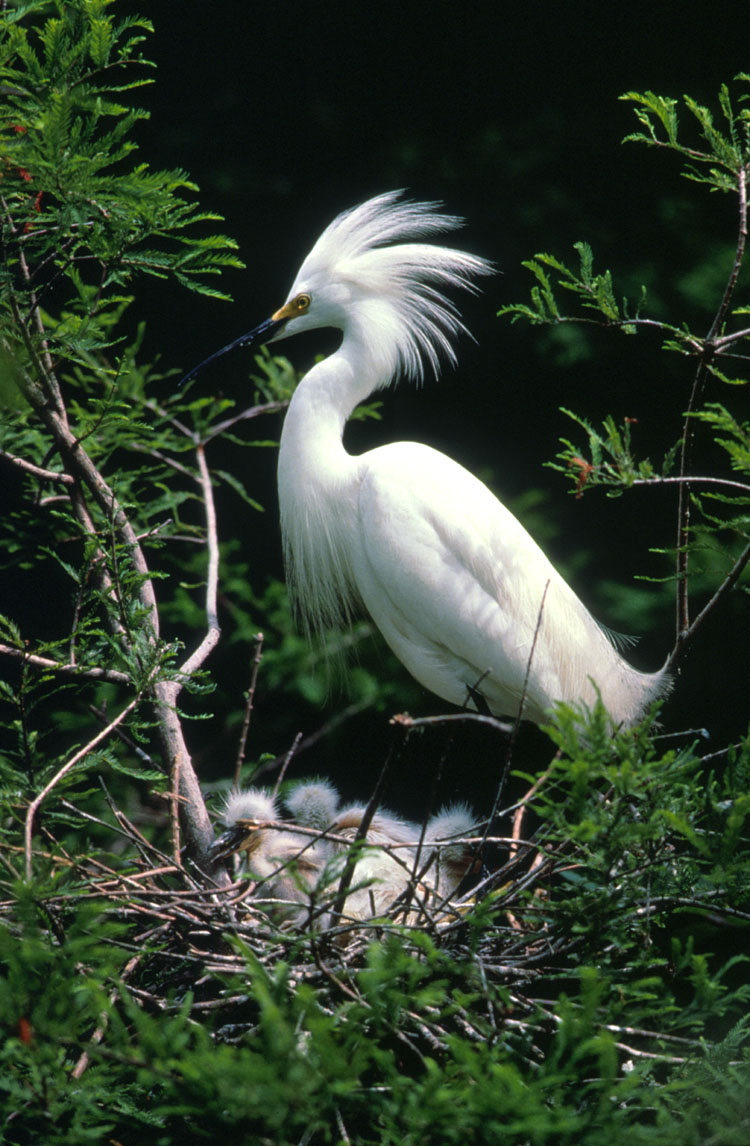
Een Amerikaanse kleine zilverreiger, met een karakteristieke witte pluim, die de inspiratie vormt voor de aigrette als hoedornament
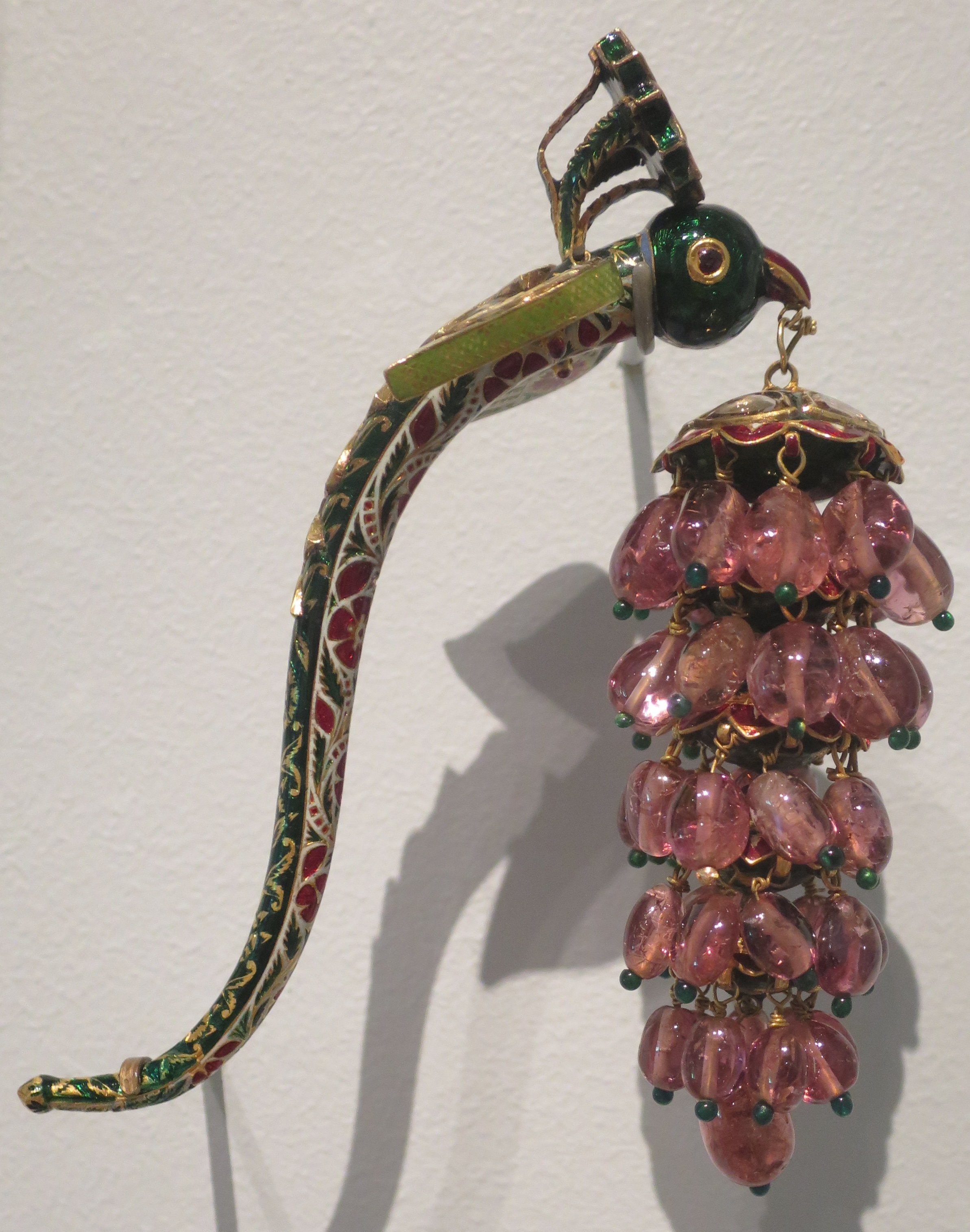
Een aigrette voor op een tulband in de vorm van een vogel die een tros druiven in zijn bek houdt (Noord-India, 19e eeuw)
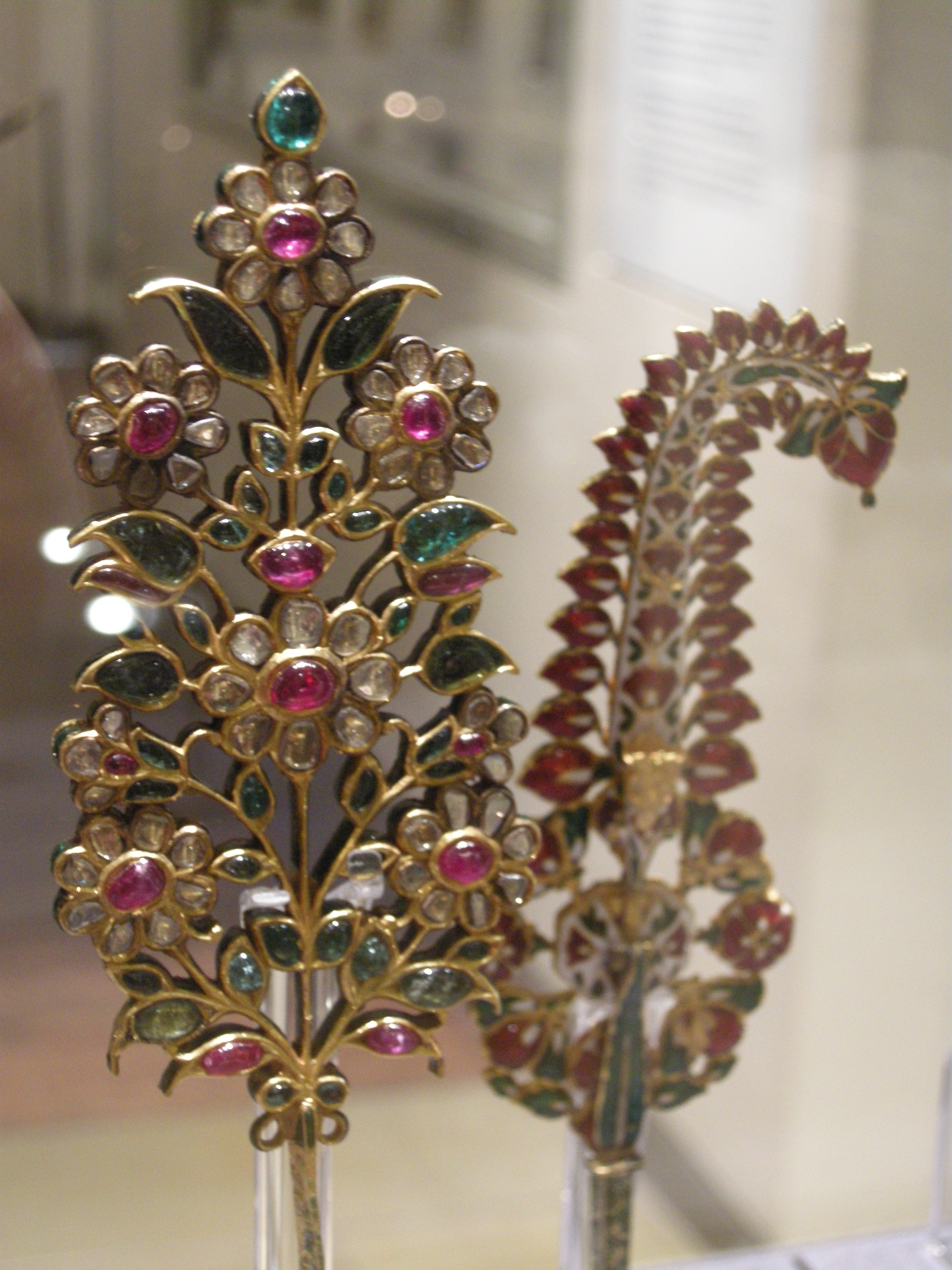
Een (incomplete) aigrette in de vorm van een bloemtak (tulbandornament, ca. 1750)
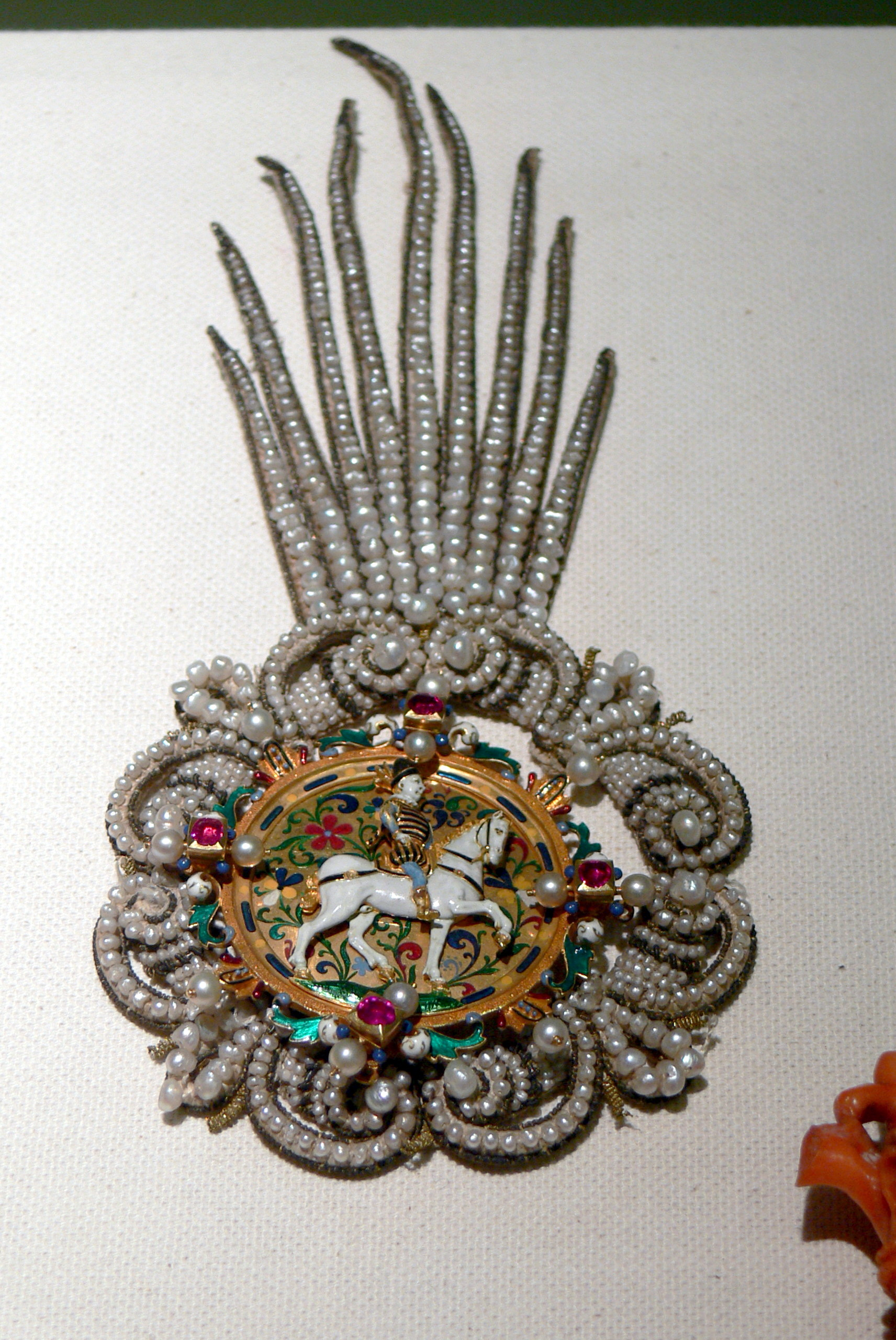
Een eenvoudige parelaigrette voor op een Duitse hoed (16e-17e eeuw)